# Anna Caroline Stelzner

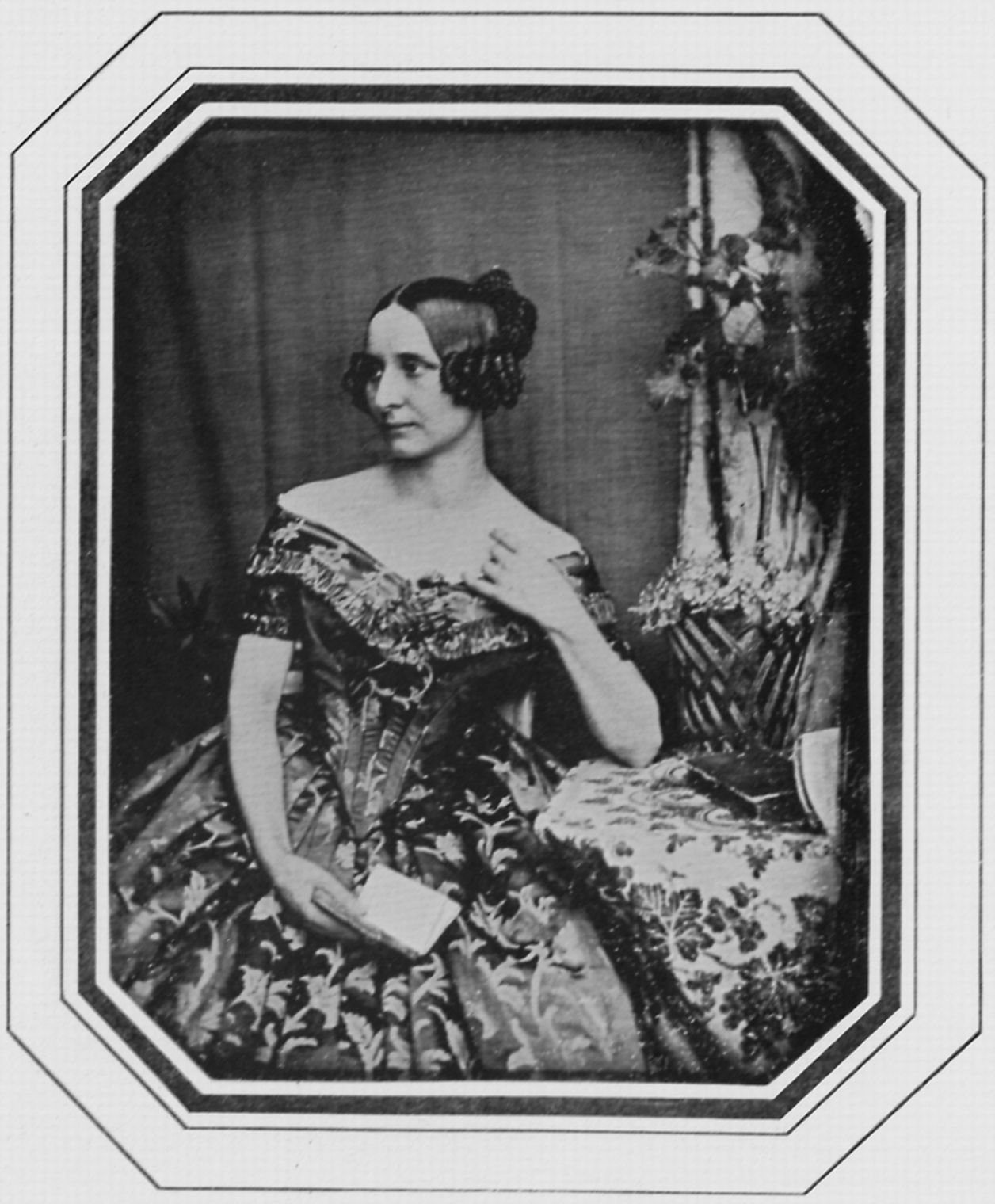
Anna Caroline Stelzner (1843)

Anna Caroline Stelzner (* 20. Dezember 1808 in Flensburg; † 31. Mai 1875 in Dresden) war eine deutsche Miniaturmalerin.

## Leben

### Familie
Anna Caroline Stelzner war die Tochter des Malers und Kupferstechers Carl Gottlob Stelzner, auch Carl Gottlieb Stelzner (1771–1831) und dessen zweiter Ehefrau Henriette Amalie (geb. von Lindau); ihr Vater adoptierte den späteren Maler Carl Ferdinand Stelzner, den unehelichen Sohn von Dorothea Louise Rheinberger und dem Kaufmann Georg Wilhelm Limbach.
Anna Caroline heiratete am 3. November 1834 in London ihren Adoptivbruder Carl Ferdinand Stelzner. Die Ehe wurde am 11. Dezember 1848 wegen Inzestverdachts aufgelöst.
Von 1852 bis 1862 wohnte sie erst in Berlin und danach in Leipzig und Dresden.

### Werdegang
Anna Caroline Stelzner erhielt ihren ersten Malunterricht bei ihrem Vater und später auch bei Christoffer Wilhelm Eckersberg in Kopenhagen. Seit 1830 war sie als selbständige Miniaturmalerin in Dänemark tätig.
Nach ihrer Heirat war das Paar als namhafte Miniaturmaler in ganz Europa, unter anderem in Berlin, Dresden, Prag, Wien und Sankt Petersburg tätig, bis sie 1836 an den Alten Jungfernstieg Nr. 9 in Hamburg übersiedelten. Ihr Ehemann beschäftigte sich dort ab 1840 stärker mit der Daguerreotypie; im selben Jahr erwarb er auch das Hamburger Bürgerrecht. Im September 1842 eröffnete er, gemeinsam mit Hermann Biow, in der Caffamacherreihe 32 ein Daguerreotyp-Atelier.
Anna Caroline Stelzner half ihrem Ehemann, neben ihrer weiterhin betriebenen Miniaturmalerei, die Daguerreotypien zu bemalen. Das Geschäft wurde ein großer Erfolg, so ließen sich viele namhafte Hamburger Familien von ihrem Ehemann ablichten.
Nach der Trennung von ihrem Ehemann 1848 war sie in verschiedenen Herzogtümern mit ihrer Miniaturmalerei vornehmlich für Adelsfamilien tätig.
1861 schenkte sie dem Schleswig-Holsteinischen Kunstverein das Aquarell Porträt des Dichters Heinrich Smidt.

## Ausstellungen
Anna Caroline Stelzner war 1834 und 1838 auf den Ausstellungen in Schloss Charlottenburg vertreten.
Sie beteiligte sich auch während ihrer Berliner Zeit an den Ausstellungen der Preußischen Akademie der Künste in den Jahren 1852, 1854, 1856, 1858 und 1862.

## Werke (Auswahl)
- Madame Caas, Mutter der Herzogin von Schleswig-Holstein (Gouache auf Elfenbein), Kunsthalle zu Kiel.
- Gräfin Daneskiold, Prinzessin von Schleswig-Holstein (Gouache auf Elfenbein), Kunsthalle zu Kiel.
- Unbekannte Dame, 1838 (Aquarell auf Papier), Museum für Hamburgische Geschichte, Hamburg.
- Unbekannter Knabe, 1838, Museum für Hamburgische Geschichte, Hamburg.
- Die Kapelle auf dem Begräbnisplatz bei Flensburg (Kolorierte Radierung), Altonaer Museum.
- Bildnis des Vaters (Wasserfarben auf Elfenbein), Museum für Kunst und Gewerbe, Hamburg.
- Bildnis eines Unbekannten, 1834, Museum für Kunst und Gewerbe, Hamburg.
- Bildnis des Kupferstechers Carl Gottlob Stelzner, Museum für Kunst und Gewerbe, Hamburg.
- Porträt Herzog Friedrich VIII. von Schleswig-Holstein-Augustenburg (Lithografie), Schleswig-Holsteinisches Landesmuseum Schloss Gottorf, Schleswig.
- Bildnis Friedrich und Christian von Augustenburg, 1833 (Wasserfarben auf Elfenbein), Dänisches Nationalhistorisches Museum auf Schloss Frederiksborg.
- Luise Auguste und Caroline Amalie von Augustenburg, 1833 (Wasserfarben auf Elfenbein), Dänisches Nationalhistorisches Museum auf Schloss Frederiksborg.
- Porträtminiaturen eines unbekannten Paares, 1832, Städtisches Museum, Flensburg.